# Primer bloqueig de Buenos Aires (1810)
El Primer bloqueig de Buenos Aires va ser establert pel govern reialista de Montevideo a partir del 3 de setembre del 1810 i es va estendre fins a mitjans del mes d'octubre del mateix any, fins que la pressió britànica va forçar la fi del bloqueig. Tenia com a finalitat combatre a la Primera Junta revolucionària sorgida el 25 de maig del 1810 a Buenos Aires, capital del Virregnat, i forçar al reconeixement del Consell de Regència a Espanya i impedir el suport de Buenos Aires als rebels a la campanya de la Banda Oriental.

## Desenvolupament

### Revolució de Maig

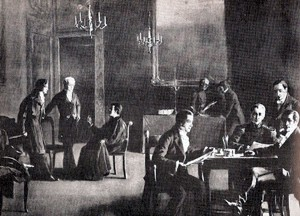
La Primera Junta. Oli de Julio Vila i Prades.

Mentre es produïen els fets de maig, la major part dels oficials de la marina pertanyents a la comandància de Montevideo es trobaven de casualitat a Buenos Aires. Molts dels oficials, entre ells el capità del navili Juan Ángel de Michelena i els capitans de la fragata José Laguna i Jacinto de Romarate, s'havien negat a reconèixer la Junta de Govern i d'Observació establerta a Montevideo el 24 de setembre del 1808 en clara desobediència de la capital. Uns altres es trobaven acampats com a part de maniobres habituals entre la capital Buenos Aires i la ciutat de Montevideo.
Davant les novetats, es van presentar demanant passaport per traslladar-se a Montevideo, sense voler reconèixer abans a la Junta amb el pretext que el seu comandant els cridava per atendre les seves ordres verbals. La Junta malgrat la evidència que era una excusa, per evitar incidents no els va forçar a jurar fidelitat ni els va retenir, pel que la flotilla reialista va poder recuperar els seus caps.

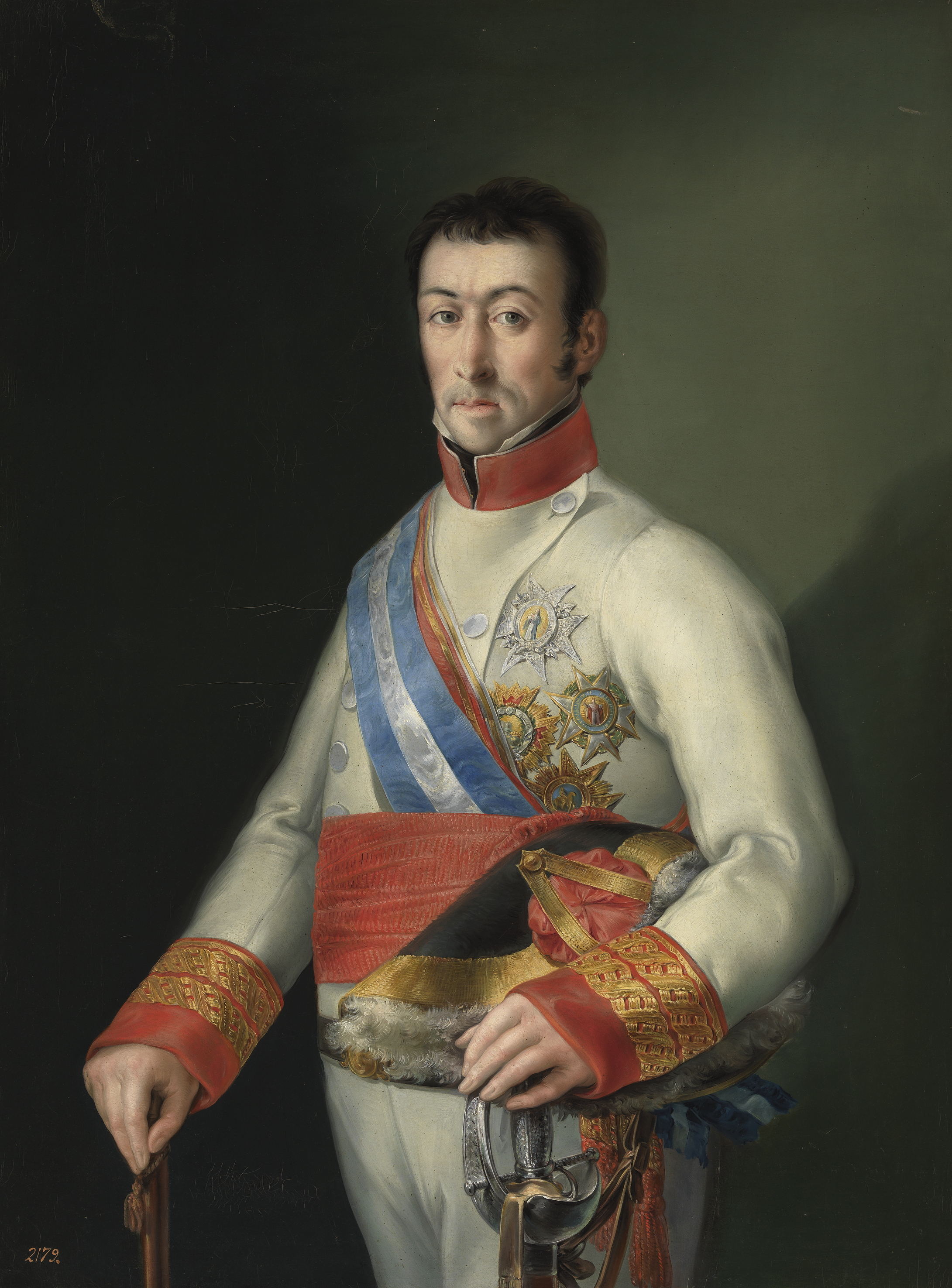
Francisco Javier Elío.

Després que el governador Elío anès a Espanya en haver estat reclamat allí, exercia com a governador interí de Montevideo el Brigadier Joaquín de Soria i Santa Cruz (comandant general de la campanya de la Banda Oriental i antic Governador de Misiones), però qui controlava efectivament Montevideo era el comandant general de marina José María Salazar.

### Missions diplomàtiques
La Junta va enviar al capità Martín Gailan amb la notificació formal del que havia passat i la seva justificació, així com amb una nota de suport signada pel ex virrei Baltasar Hidalgo de Cisneros.
L'1 de juny el cabildo de Montevideo va decidir nombrar una comissió per redactar el plec que condicionaria l'adhesió a la Junta de Buenos Aires. No obstant, el mateix dia, en que s'havia de celebrar la reunió definitiva, va arribar el bergantí mercant Nou Filipí amb notícies no oficials sobre la instal·lació d'un Consell de Regència a la ciutat de Cadis. Això i les notícies falses d'avanços i triomfs sobre l'invasor francès que va fer córrer Salazar, va ser agraït pels reialistes i utilitzat com a argument contra els partidaris d'unir-se a la Primera Junta.
A la reunió del dia 2, la decisió adoptada per Montevideo va ser condicionar l'adhesió a la Primera Junta al reconeixement per part de Buenos Aires del Consell de Regència de Cadis.

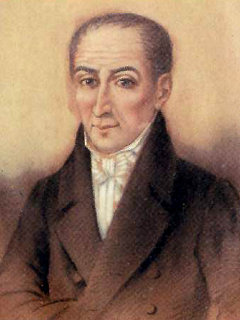
Juan José Paso.

Davant el fracàs de la missió de Gailan, el secretari Juan José Paso va ser enviat a Montevideo. Va arribar el dia 13 de juny però va ser confinat fora de la ciutat. El dia 15, mentre les tropes de mar es desplegaven per la ciutat com una força d'ocupació es va celebrar un nou Cabildo obert.
Paso va informar al Cabildo sobre els fets de Buenos Aires, els propòsits de la Primera Junta i els motius per no reconèixer la Regència, i va sol·licitar la unió del poble de Montevideo amb la Capital, però les seves paraules van ser interrompudes constantment amb crits i insults provinents del sector sota el comandant general de marina José María Salazar.
Aquest últim va sostenir la legitimitat del Consell de Regència, va criticar les mesures adoptades per Buenos Aires i va finalitzar la seva intervenció coincidint amb Paso en què era necessari conservar la unitat del virregnat del Riu de la Plata, però que havia de ser amb un canvi de posició de Buenos Aires i no de Montevideo. La posició de Paso només va ser defensada pel pare José Manuel Pérez Castellà, i davant la creixent agressivitat del grup de Salazar, José Paso va haver de retirar-se escoltat pel coronel Prudencio Murguiondo.

### Complot a Montevideo

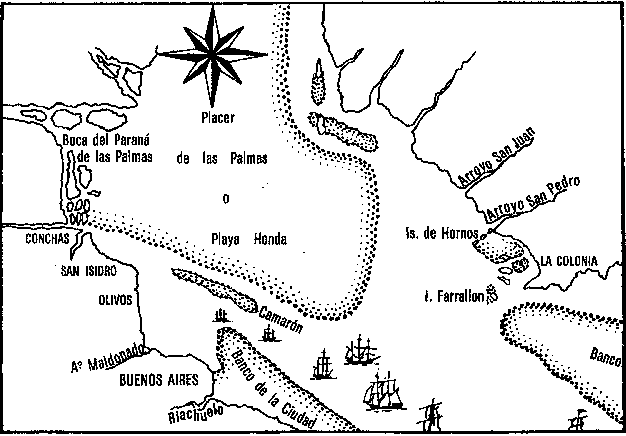
Mapa del Riu de la Plata de l'època.

Després del fracàs de la negociació la Societat Secreta de Montevideo (dirigida per Feliciano Sáenz de Cavia i integrada per Juan Ramón Rojas, Manuel Fernández Puche, els preveres (homes que han rebut la tercera de les majors ordes sacerdotals que atorga l'església catòlica) Santiago Figueredo i Pedro Pablo Vidal, i comptant amb el suport dels cossos urbans de caçadors d'infanteria lleugera i voluntaris del Rio de la Plata al comandament dels coronels Juan Balbín González Vallejo i Prudencio Murguiondo) va començar a elaborar un pla per reembarcar-se al Cos de la Marina Real per a poder votar lliurement en un congrés.
El 12 de juliol Salazar amb el suport de les forces marítimes va desarmar els cossos urbans de Caçadors d'infanteria lleugera i Voluntaris del Rio de la Plata gràcies a la indecisió de Murguiondo i al valor de Jacinto de Romarate. Pesi a l'amnistia pactada els va encadenar i els va enviar a Cadis.
Un cop controlada la situació, el coronel Viana va ser enviat a Maldonado per prendre'n el control mentre el capità de navili Juan Ángel de Michelena era enviat amb l'esquadra a Colònia del Sacramento.

### La ruptura

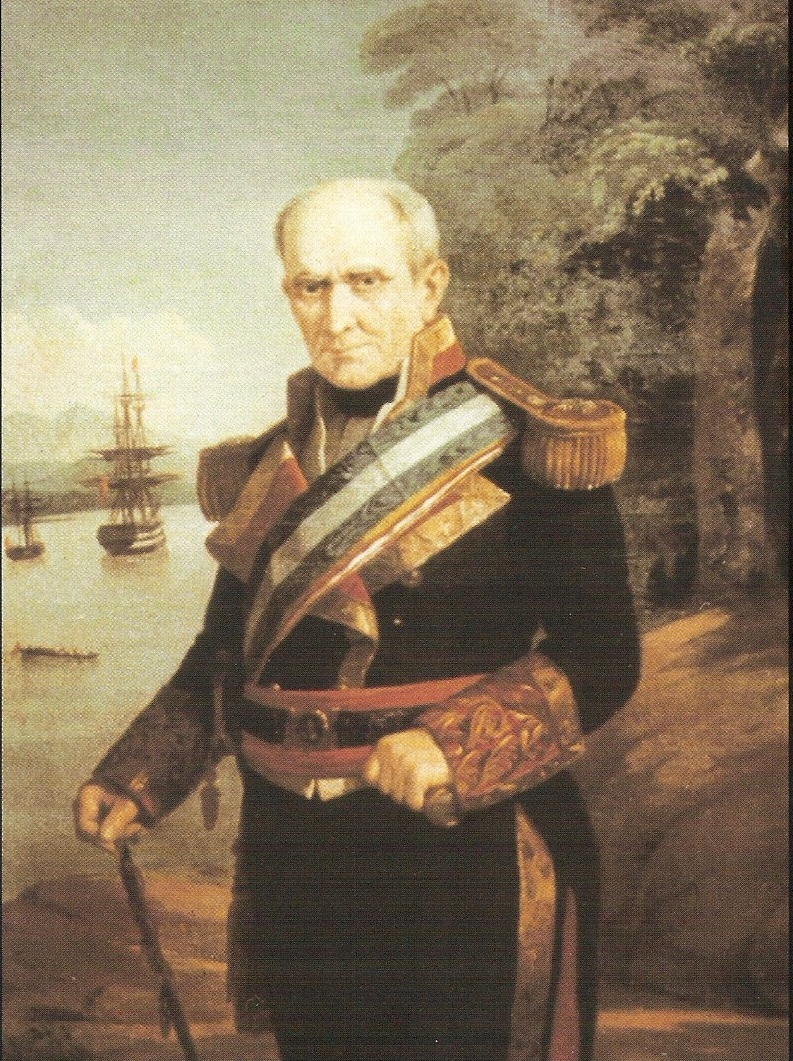
José Primo de Rivera.

El 13 d'agost mentre arribava a la ciutat de Buenos Aires l'enviat de Montevideo, el capità de fragata José Primo de Rivera i Ortiz de Pinedo, van arribar notícies de la captura de Santiago de Liniers a Còrdova. Davant la fi de l'amenaça immediata que suposava l'ex-virrei, la Primera Junta va decidir no cedir i va tancar el port de Buenos Aires i les seves dependències (Ancorada de Barragán) al tràfic cap a Montevideo i les poblacions sota el seu control i va tallar les comunicacions amb aquesta ciutat. Primo de Rivera va ser acomiadat per la Primera Junta a través del secretari Mariano Moreno negant-li audiència.

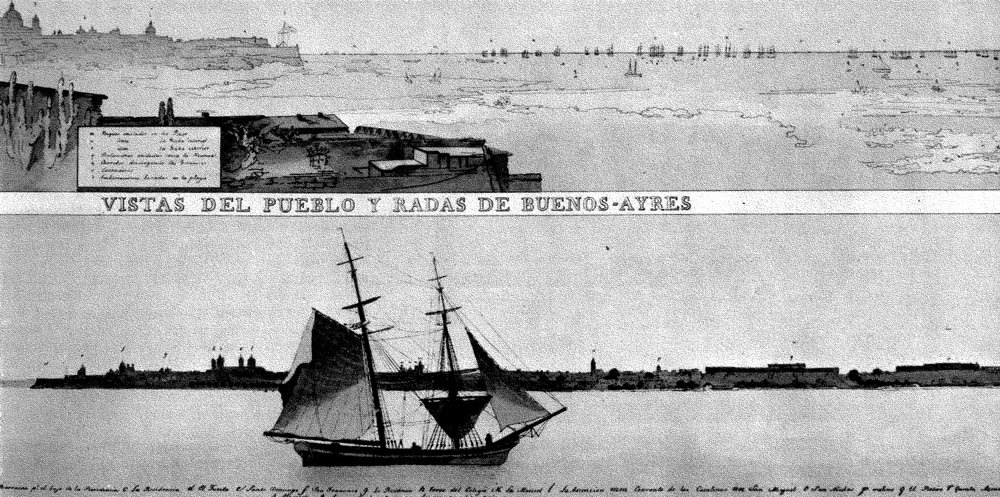
Vistes del poble i port de Buenos Aires el 1813.

Davant aquesta ruptura formal de les relacions entre la Primera Junta i el govern de Montevideo, amb acusacions creuades de deslleialtat i independència, tots dos governs van declarar el bloqueig del port adversari, encara que només els reialistes comptaven amb una flota capaç de garantir-ho.
El 23 d'agost és realitzà a Buenos Aires una conferència amb la presència del cap de l'armàda, capità de la fragata HMS Porcupine i responsable de la flota britànica estacionada al Riu de la Plata, Robert Elliot. No obstant els arguments de la Primera Junta, basats en la subordinació deguda de Montevideo i en l'interès dels residents britànics, Elliot es va mostrar en un principi contrari a reconèixer el bloqueig invocant el tractat d'amistat i aliança amb Espanya i va decidir marxar a Montevideo tot esperant instruccions definitives.

### Bloqueig de Buenos Aires
El bloqueig de Buenos Aires va ser efectiu a partir del dia 3 de setembre, amb el suport tàcit del cap de l'armada Robert Elliot.
Davant les novetats, el 9 del mateix mes, un grup de seixanta comerciants britànics es van reunir sota la coordinació d'Alexander Mackinnon. La majoria, encapçalats per dos comerciants de cognom Dowling i MacKinlay, es van mostrar favorables a no anar contra el bloqueig, fos per conveniència amb les autoritats de Montevideo o per prudència. La minoria, entre ells el mateix MacKinnon, volien demanar a Elliot que no recolzés l'acció reialista, i en cas de no tenir el seu suport, com ja passava, apel·lar a l'encarregat dels assumptes britànics al Riu de la Plata, Lord Strangford.

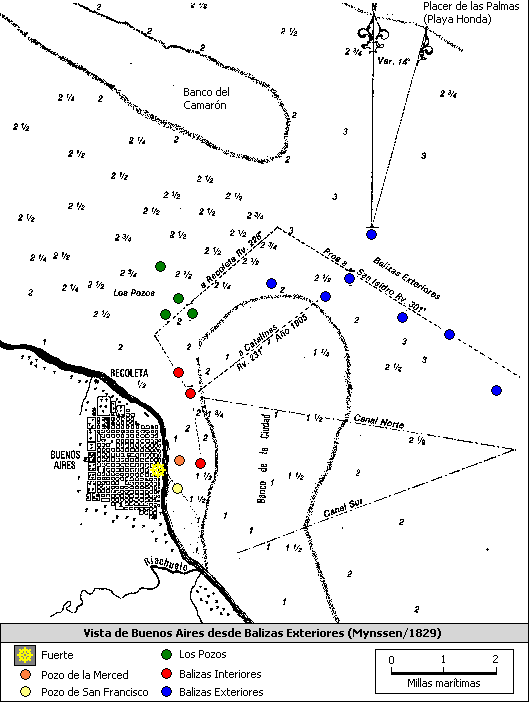
Port de Buenos Aires.

El 10 de setembre el vaixell de guerra britànic HMS Mistletoe va partir a Rio de Janeiro, transportant a una representació majoritària dels membres de la comunitat britànica i a Mackinnon com porta-veu de la minoria. Fins al 13 de juny en què va arribar al port de Rio de Janeiro, la defensa havia estat breument a càrrec del tinent Roberto Ramsay, capità de la HMS Mistletoe i qui havia portat les notícies de la dissolució de la Junta de Sevilla. Aquest era molt favorable als revolucionaris i és reunia regularment amb alguns dels seus principals líders (Juan Larrea, Mariano Moreno, Hipòlit Vieytes, Juan José Paso i Juan José Castelli)
Un cop presentat l'assumpte a Strangford, Ramsay va advocar per la posició de Mackinnon, coincidint d'altra banda amb la del mateix ambaixador en que calia tenir en compte que calia privilegiar els interessos comercials britànics.
Aquest mateix dia es van presentar davant del port nou bucs al comandament del capità José Primo de Rivera: la corbeta Mercuri (nau capitana, de 24 canons de 16), els bergantins Belén i Cigne, les sumaques La nostra Senyora del Carmen i La nostra Senyora de Aránzazu, el lugre (vaixell petit de tres pals) Sant Carlos i els falutxos (vaixells costaners amb vela llatina) Fama, Sant Luis i Sant Martín.
La força bloquejant va destacar els seus falutxos i va capturar dues llanxes de tràfic al capvespre i altres dues a l'alba i va notificar als bucs estrangers que havien de retirar-se a Montevideo o a Maldonado (als anglesos a través de Elliot).

### El vent pampero
La nit del 16 de setembre va cessar la pluja i va començar a bufar el pampero, en dirrecció Sud-Sud Oest. Durant la matinada del 17 l'estuari estava buit i amb prou feines es distingien els canals de les balises interiors i exteriors.
A Buenos Aires es van requisar algunes peces de canó de 24 tretes de la fortalesa i es van embargar vehicles per armar rais (basses fetes de troncs lligats els uns amb els altres, normalment usats en rius). Mentrestant, a la flota encallada al port, s'hi van improvisar basses amb canons i es van preparar per a un assalt per terra. No obstant el temor que les aigües tornèssin ràpidament va demorar la decisió d'enviar forces de cavalleria. A les 5 del matí del 18 efectivament van tornar les aigües i van tornar ràpidament als seus nivells habituals.
El bloqueig es va reprendre reforçat amb la corbeta Diamant i el migdia del 21 el falutxo (comandat per l'alferes de la fragata José de Argandonya) es va acostar a la costa i va fer el primer tret, amb el seu canó de 9 sobre el Retir, el qual va ser retornat amb dos de 18, però sense causar-li danys.

### Alçament del bloqueig
Ramsay va tornar el 10 d'octubre amb plecs del vicealmirall Miguel de Courcy, cap de l'estació naval del Brasil i dels mars de sud, els quals desaprovaven la conducta de Elliot i li ordenava dirigir-se a Maldonado. Elliot ho va obeir el 15 d'octubre, amb la qual cosa Ramsay va quedar al comandament de la flotilla al Riu de la Plata esperant l'arribada del mateix Courcy.

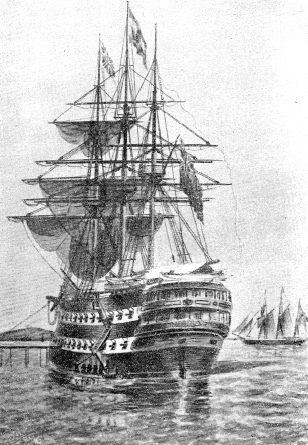
Reunió del representant de la Primera Junta amb el vicealmirall Miguel de Courcy a dalt del HMS Foudroyant.

L'endemà, dos bergantins anglesos van ser detinguts per la flota bloquejadora. Ramsay va sortir amb la petita Mistletoe a la trobada de la capitana, la Fragata Mercuri, de 32 canons, i va fondejar al costat i a curta distància. A continuació va enviar al seu primer oficial amb un missatge en el qual protestava enèrgicament pel bloqueig, negava al govern de Montevideo el dret de tancar el tràfic del Riu de la Plata als vaixells de bandera britànica i li donava el termini d'una hora per retirar els bucs, advertint-lo que passat aquest temps procediria a disparar els seus canons de banda contra la Mercuri.
El comandant reialista va riure davant l'amenaça, responent que amb només un dels seus canons li era suficient per fer volar al capità i al petit buc anglès. Ramsay va respondre al seu torn que era molt conscient d'això però que no canviaria la seva ordre, que en una hora la Mistletoe seria enfonsada però el Mercuri seria atacat.
El capità espanyol tement les conseqüències d'enfonsar un navili de Gran Bretanya, va optar llavors per alliberar els bucs i Ramsay va tornar a Buenos Aires, on va ser rebut com un heroi.
A principis de novembre va arribar a Montevideo el vicealmirall Miguel de Courcy a bord del HMS Foudroyant, de 80 canons. Ramsay es va oferir a transportar a una ambaixada de la Primera Junta, pel que va ser designat el coronel Juan Florencio Terrada de Fretes, cap del batalló de Granaders de Ferran VII i funcionari de la Secretaria de Guerra, a càrrec de Moreno.
Després de la humiliació de Primo de Rivera, Romarate havia de fer-se càrrec del bloqueig però es va veure obligat a aixecar-lo definitivament davant la impossibilitat de fer-lo complir als bucs de bandera britànica i en comprovar que hi havia una conspiració dels seus subalterns que es proposaven segrestar-lo a ell i als seus principals oficials i lliurar-los a l'enemic.